# François Bertrand (sergent)
Pour les articles homonymes, voir Bertrand et François Bertrand (homonymie).

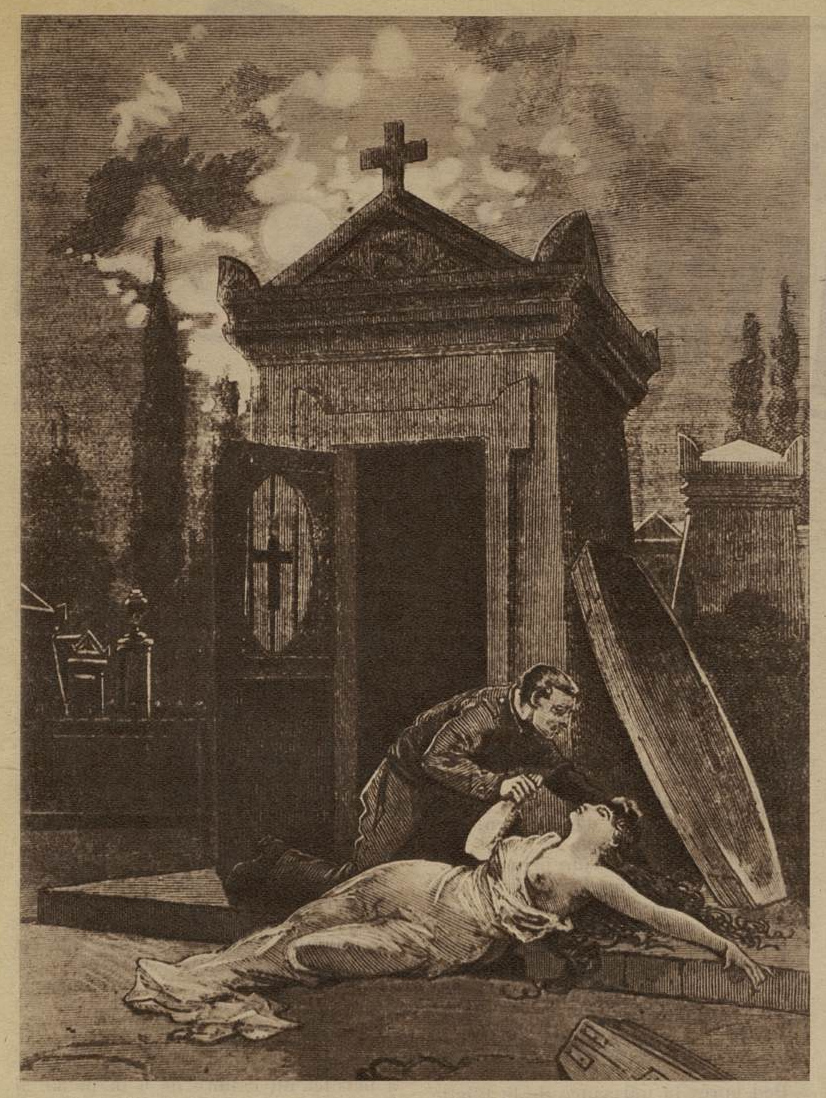
Le Vampire, gravure extraite des Mémoires de M. Claude.

François Bertrand , né le 29 octobre 1823 à Voisey et mort le 25 février 1878 au Havre, surnommé le « Sergent nécrophile » ou le « Vampire du Montparnasse », est un sergent de l'armée française
Il est connu pour avoir exhumé et mutilé des cadavres, essentiellement de femmes, dans plusieurs cimetières français, en particulier dans le cimetière du Montparnasse à Paris, avant de pratiquer sur eux des actes de nécrophilie et de nécrosadisme.

## Biographie
Entre l'été 1848 et mars 1849, une série de cadavres sont retrouvés exhumés et mutilés dans des cimetières parisiens. Celui que la presse appelle « le Vampire du Montparnasse » échappe toujours à la surveillance des fossoyeurs et des gardiens. De sorte que les autorités prennent la décision d’installer une machine infernale près du mur d’enceinte du cimetière du Montparnasse, là où des traces de boue indiquent son passage.
Un fil métallique discret doit déclencher, s’il est heurté, un tir de mitraille, ce qui se produit dans la nuit du 15 au 16 mars 1849. Grièvement blessé, le sergent Bertrand est soigné au Val-de-Grâce où il est d'abord sauvé, puis confié au médecin militaire le Dr Charles Marchal de Calvi (1815-1873), qui recueille ses confidences et lui demande de les rédiger.
François Bertrand avoue que dès l'adolescence, il avait l'envie de tuer des femmes et de se masturber sur leurs cadavres . Il comparaît devant la cour martiale, où le Dr Marchal de Calvi plaide son irresponsabilité en raison d'une monomanie destructive, compliquée de monomanie érotique. Le conseil de guerre ne suit pas sa conclusion, déclare le sergent responsable et le condamne à un an de prison, pour « violation de sépulture » au titre de l'article 360 du Code pénal.
L’écrivain Michel Dansel, qui reprendra l’intégralité du parcours du sergent Bertrand dans son livre : Le Sergent Bertrand : portrait d’un nécrophile heureux, retrouve sa trace après que le nécrophile a purgé sa peine. Le sergent a été intégré dans le deuxième bataillon d’infanterie légère d’Afrique, chargé de construire des routes en Algérie, puis est rentré dans la vie civile. En 1856, il se marie au Havre et effectue de nombreux petits métiers : commis, facteur, gardien de phare. Michel Dansel lui attribue deux violations de sépultures, qui se sont produites dans la région du Havre en 1864 et en 1867.

## Répercussions sur les concepts psychiatriques de déviations et de perversions sexuelles
L’étrangeté du cas du sergent Bertrand, et surtout le fait que le conseil de guerre qui a jugé ce soldat n’ait pas suivi le Dr Marchal de Calvi dans son argumentation en faveur d'une pathologie caractérisée par une « monomanie destructive » compliquée de « monomanie érotique », a provoqué l’indignation unanime des médecins aliénistes de l’époque. Certains ont exprimé leur point de vue par des articles savants parus dans des revues médicales : Henri de Castelnau, Alexandre Brierre de Boismont, Claude-François Michéa, Félix Jacquot, Ludger Lunier. Brierre de Boismont, et Michéa ont, à cette occasion, situé la nécrophilie parmi d’autres « déviations maladives de l’appétit vénérien » et Michéa s’est employé à les classer.
L’article du Dr Michéa, longtemps considéré par les historiens des idées et des mœurs comme la première étude médicale de l’homosexualité (dénommée « philopédie » par Michéa dans son article), constitue en vérité le premier plaidoyer scientifique pour l’innéité
de cette disposition, pladoyer basé sur les observations anatomiques de la bisexualité originelle des embryons de mammifères. Il est prouvé que Michéa était lui-même pédéraste (au sens de ce mot au XIXe siècle, soit homosexuel) : l’inscription de son nom dans les registres de pédérastes de la préfecture de police repose sur des faits avérés. Les mérites du Dr Claude-François Michéa, membre fondateur de la Société médico-psychologique et aliéniste éminent, ont du reste été occultés par une condamnation pénale pour une affaire de mœurs à Dijon[réf. nécessaire].

## Inspirations
Guy de Maupassant mentionne le sergent Bertrand dans sa nouvelle La Chevelure, qui traite un sujet s'apparentant à la nécrophilie, et dans La Tombe, une des nouvelles du recueil intitulé Misti.
L'histoire du sergent Bertrand a donné lieu à un roman écrit en 1933 par l'Américain Guy Endore : Le Loup-garou de Paris.
Charles Fort évoque son cas dans son livre Talents insolites (en) (Wild Talents) et François Bertrand est le personnage principal du roman de Guy de Wargny La Bête noire (1965).
En 1965, lors de la XIe exposition internationale du surréalisme intitulée L'Écart absolu, à la galerie de la revue L'Œil à Paris, l'artiste plasticien surréaliste Jean Benoît lui rend hommage en apparaissant dans un costume de nécrophile, dont le poète Radovan Ivšić réalisa des photographies.
Le groupe allemand Sopor Aeternus & The Ensemble of Shadows a écrit une chanson sur François Bertrand, intitulée Dark Delight sur l'album Es reiten die Toten so schnell (en).

### Sources primaires
- Richard von Krafft-Ebing (trad. Émile Laurent et Sigismond Csapo, d'après la 8e édition allemande), Psychopathia Sexualis, avec recherches spéciales sur l'inversion sexuelle [« Psychopathia sexualis, eine klinisch-forensische Studie »], Paris, George Carré, 1895, VIII-595 p. (lire en ligne), p. 95–97, « Observation 23 ».
- Henri Legrand du Saulle, La folie devant les tribunaux, Paris, F. Savy, 1864, 624 p. (lire en ligne), p. 524–530.
- Ludger Lunier, « Examen médico-légal d'un cas de monomanie instinctive : affaire du sergent Bertrand », Annales médico-psychologiques, no 1,‎ 1849, p. 351-379 (lire en ligne).
- Claude-François Michéa, « Des déviations maladives de l’appétit vénérien », L'Union médicale,‎ 17 juillet 1849, p. 338-339 (lire en ligne).

#### Littérature
- Guy de Wargny, La Bête noire, Paris, Le Dinosaure, 1965, 189 p. Réédition : Paris, Sortilèges, coll. « Les anges du bizarre » (no 3), 185 p.,  (ISBN 2-251-82003-5).
- Guy Endore (trad. de l'anglais par Jacques Finné), Le Loup-garou de Paris, Dinan, Terre de Brume, coll. « Terres fantastiques », 2016, 377 p. (ISBN 978-2-84362-589-3)
- Céline Maltère, Les Cahiers du sergent Bertrand, Sous la Cape, 2015, 69 p,  (ISBN 978-2-86807-293-1)